# Ситроен C5 X
„Ситроен C5 X“ (Citroën C5 X) е модел големи автомобили (сегмент D) на френската марка „Ситроен“, произвеждан от 2021 година.
Моделът наследява „Ситроен C5“ и е базиран на платформата EMP2 V3, подобно на второто поколение на „Пежо 508“. Купето му е лифтбек с 5 врати и силно издължен багажник. Произвежда се в Чънду, като плановете на „Ситроен“ са около 1/3 от продукцията да се изнася извън Китай, включително в Европа.